# One Step Beyond (Band)
One Step Beyond ist eine australische experimentelle Death-Metal-Band aus Adelaide, die 1997 gegründet wurde.

## Geschichte
Nachdem die Band im Jahr 1997 gegründet worden war, erschien im Jahr 2002 das Debütalbum Life Imitates Art in Eigenveröffentlichung. Im Jahr 2005 wurde das zweite Album fertiggestellt und die Gruppe machte sich auf die Suche nach einem Label, das dies vertreiben konnte. Die Suche wurde jedoch durch den Tod des Gitarristen Jeremy Lammas unterbrochen, der bei einem Verkehrsunfall am 12. Juli 2006 ums Leben kam. Das Album erschien schließlich Mitte 2007 unter dem Namen Beyond Good and Evil erneut in Eigenveröffentlichung. Es wurde international durch das italienische Label My Kingdom Music vertrieben. Der Gitarrist Rufus, welcher 2006 als Gitarrist zur Band gekommen war, wurde 2007 durch Pahl Hodgson ersetzt. 2009 wurde das Debütalbum bei dem australischen Label Grindhead Records wiederveröffentlicht. Über Metal Scrap Records schloss sich 2014 das nächste Album The Music of Chance an.

## Stil
Laut Brian Fischer-Giffin in seiner Encyclopedia of Australian Heavy Metal verarbeitet die Gruppe auf einzigartige Weise Elemente aus dem Death Metal und Grindcore. Die Grundlage sei ein Sound, der dem von Blood Duster ähnele, worin Elemente aus Ska, Punk, Jazz, Hip-Hop und Dub Reggae einfließen würden, sodass die Band gelegentlich wie Primus oder die Red Hot Chili Peppers klinge. Victor Varas von zombieritualzine.wordpress.com bezeichnete die Musik von The Music of Chance als experimentellen Death Metal. Hierbei vermische die Gruppe Extreme Metal mit schnellen Riffs und skandinavischem Black-Metal-Gesang. Neben Death-Metal- weise die Musik auch Thrash-Metal-, Doom-Metal-, Reggae- und Salsa-Einflüsse auf, wodurch der Eindruck entstehe, als seien die Mitglieder große Fans von Mr. Bungle.

## Diskografie
- 1999: ’99 Demo (Demo, Eigenveröffentlichung)
- 2002: Life Imitates Art (Album, Mira Records)
- 2007: Beyond Good and Evil (Album, Mirror Records)
- 2010: Out with the Old (Album, Eigenveröffentlichung)
- 2014: The Music of Chance (Album, Metal Scrap Records)